# Levantamento de peso nos Jogos Paralímpicos de Verão de 2016 – Até 88 kg masculino
A competição até 88 kg masculino do levantamento de peso nos Jogos Paralímpicos de Verão de 2016 ocorreu no dia 13 de setembro no Riocentro. O emiradense Mohammed Khamis conquistou a medalha de ouro após levantar 220kg; as medalhas de prata e bronze ficaram respectivamente para o brasileiro Evânio da Silva e para o mongol Sodnompiljee Enkhbayar.

## Recordes
| Tipo de recorde     | Peso   | País                 | Local | Data                    |
| ------------------- | ------ | -------------------- | ----- | ----------------------- |
| Recorde mundial     | 233 kg | Hany Abdelhady (EGY) | Dubai | 18 de fevereiro de 2016 |
| Recorde paralímpico | –      | –                    | –     | –                       |

## Resultados
| Ranking | Nome                           | Peso (kg) | Levantamento (kg) | Levantamento (kg) | Levantamento (kg) | Levantamento (kg) | Resultado (kg) |
| Ranking | Nome                           | Peso (kg) | 1                 | 2                 | 3                 | 4                 | Resultado (kg) |
| ------- | ------------------------------ | --------- | ----------------- | ----------------- | ----------------- | ----------------- | -------------- |
| 1       | UAE Mohammed Khamis Khalaf     | 86.31     | 212.0             | 220.0             | 226.0             | –                 | 220.0          |
| 2       | BRA Evânio da Silva            | 86.35     | 205.0             | 210.0             | 215.0             | –                 | 210.0          |
| 3       | MGL Sodnompiljee Enkhbayar     | 87.53     | 210.0             | 217.0             | 217.0             | –                 | 210.0          |
| 4       | CUB Jesus Oniger Drake Vega    | 86.58     | 198.0             | 200.0             | 205               | –                 | 205.0          |
| 5       | NGR Opeyemi Jegede             | 84.8      | 192               | 200.0             | 215.0             | –                 | 200.0          |
| 6       | EGY Hany Abdelhady             | 87.68     | 180               | 200.0             | 215.0             | –                 | 200.0          |
| 7       | JOR Mutaz Zakaria Aljuneidi    | 87.67     | 190.0             | 190.0             | 200.0             | –                 | 190.0          |
| 8       | JPN Odo Hideki                 | 84.62     | 160.0             | 170.0             | 170.0             | –                 | 160.0          |
| –       | CHN Ye Jixiong                 | 84.62     | 224.0             | 226.0             | 226.0             | –                 | NMR            |
| –       | IRN Seyedhamed Solhipouravanji | 86.95     | 225.0             | 225.0             | 225.0             | –                 | NMR            |